# Représentations diplomatiques en Eswatini

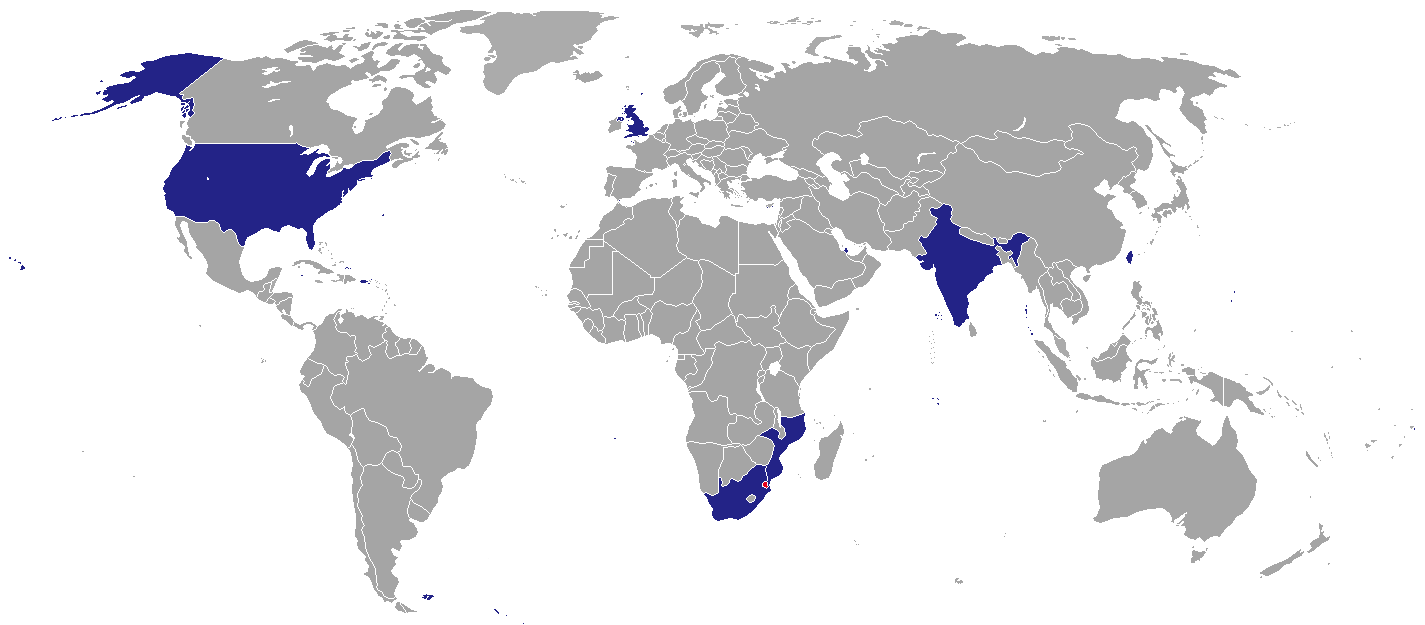
Représentations diplomatiques à Eswatini

Voici une liste des représentations diplomatiques à Eswatini (anciennement Swaziland). À l'heure actuelle, la capitale, Mbabane, abrite sept ambassades et hauts-commissariats.

## Ambassades et hauts commissariats
| - Afrique du Sud - États-Unis - Inde - Mozambique - Qatar - Royaume-Uni - Taïwan |

## Ambassades et hauts commissariats non résidents
Résident à Pretoria, sauf indication contraire
| - Allemagne - Arabie saoudite - Argentine - Australie - Palestine - Autriche - Belgique - Botswana - Brésil (Maputo) - Bulgarie - Canada (Maputo) - Chypre - Croatie - Cuba - Danemark - Égypte (Maputo) - Émirats arabes unis - Espagne (Maputo) - Finlande (Maputo) - France (Maputo) - Grèce - Hongrie - Indonésie - Israël - Italie (Maputo) - Japon - Kenya - Lesotho | - Malaisie - Mali - Malte (La Valette) - Mexique - Mozambique - Namibie - Nouvelle-Zélande - Norvège (Maputo) - Ouganda - Paraguay - Pays-Bas - Pologne - Portugal (Maputo) - Tchéquie - Roumanie - Russie - Serbie - Slovaquie - Sri Lanka - Suède (Maputo) - Suisse - Tanzanie (Maputo) - Thaïlande - Trinité-et-Tobago - Turquie - Vatican - Viêt Nam - Zimbabwe (Maputo) |

## Mission
- Union européenne (Délégation)[44]